# Marcha do Antigo Reino de Galiza
A Marcha do Antigo Reino de Galiza é uma marcha processional reconhecida oficialmente como hino instrumental da Galiza, A sua autoria perde-se na tradição popular. Foi executada correntemente pelos gaiteiros das confrarias procissionais ao longo dos séculos. Tem-se denominado também Marcha Solene do Antigo Reino de Galiza ou Marcha dos Peregrinos, já que soava com frequência à chegada das gentes vindas de toda a Europa perto do Apóstolo em Compostela.
A Marcha do Antigo Reino é solene e lenta e com algumas fases de moinheira. Interpreta-se com gaitas en três tonalidades e percussão.